# Félicien Wolff
Félicien Wolff est un compositeur et organiste français, né le 21 juillet 1913 à Saint-Aubin-les-Elbeuf en Normandie et mort le 16 février 2012 à Grenoble en Isère.

## Biographie
Félicien Wolff naît le 21 juillet 1913. Il est le frère du biologiste et académicien Étienne Wolff. Il est de 1930 à 1934 élève au Conservatoire de Paris dans les classes de Paul Dukas (composition), Marcel Dupré (orgue), et Maurice Emmanuel (histoire de la musique). Vers 1950, il est nommé professeur de piano au conservatoire de Grenoble, sous la direction d'Éric-Paul Stekel qui l'encourage à s'adonner à la composition. L'intégralité de son œuvre est aujourd'hui éditée chez Delatour France. Félicien Wolff est pendant plus de trente ans titulaire des grandes orgues de la collégiale Saint-André de Grenoble.
Il meurt le 16 février 2012 à l'âge de 98 ans.

## Œuvres

### Orchestre
- Symphonie Concertante avec Trompette Principale
- Symphonie pour Cordes « Jonas »
- Concerto pour Orgue
- Ballet des Plaideurs

### Musique de chambre
- Trio alto (violon), violoncelle et piano
- Trio de cuivres : trompette, cor et trombone

### Orgue
- Peinture sur Bois (suite)
- Suite : Trios I, II, Interlude et Ricercare
- Suite « le Printemps » : Prologue, Marche I, II, III, Épilogue
- 2 Fugues du Souvenir Prélude et Fugue en Si♭ Majeur
- Triptyque sur le nom de Marcel Dupré